# Dioscorea dodecaneura
Dioscorea dodecaneura är en enhjärtbladig växtart som beskrevs av Vell. Dioscorea dodecaneura ingår i släktet Dioscorea och familjen Dioscoreaceae. Inga underarter finns listade i Catalogue of Life.